# Stephen Croone
Stephen Croone (Covington, Georgia, 19 de julio de 1994) es un jugador de baloncesto estadounidense que actualmente pertenece a la plantilla del BC Titebi de la Georgian Super Liga. Con 1,83 metros de estatura, juega en la posición de base.

## Trayectoria deportiva

### Universidad
Jugó cuatro temporadas con los Paladins de la Universidad Furman, en las que promedió 16,0 puntos, 3,9 rebotes, 3,2 asistencias y 1,5 robos de balón por partido. En sus tres últimas temporadas fue incluido en el mejor quinteto de la Southern Conference, siendo además elegido en 2016 por la prensa especializada y por los entrenadores como Jugador del Año.
Acabó su carrera como el quinto máximo anotador histórico de su universidad, con 1.936 puntos.

### Profesional
Tras no ser elegido en el Draft de la NBA de 2016, fue invitado a una prueba para jugar en la NBA Development League, aunque no fue hasta el 13 de febrero de 2017 cuando firmó contrato con los Sioux Falls Skyforce.